# Aeroportul Internațional Aristides Pereira
Aeroportul Internațional Aristides Pereira (IATA: BVC, ICAO: GVBA) este un aeroport din Municipalitatea Boa Vista, Capul Verde, Barlavento Islands⁠(d), Republica Capului Verde ce deservește zona Sal Rei⁠(d). Aeroportul a fost tranzitat în 2024 de 617.595 de pasageri. A fost deschis în 1939.
Situat la o altitudine de 28 m, aeroportul dispune de 1 pistă. Este operat de Aeroportos e Segurança Aérea⁠(d).

## Infrastructură

### Piste
Aeroportul dispune de o singură pistă. Pista 03/21 are suprafața de asfalt și dimensiunile 2.100 m × 45 m. 